# Manoel da Gama Lobo
Manoel da Gama Lobo (Monte Alegre, Pará, 9 de março de 1831 – a bordo do Vapor Orenoque, 7 de junho de 1883) foi um médico brasileiro.
Iniciou seus estudos na Faculdade de Medicina da Bahia, concluindo o curso de medicina na Faculdade de Medicina do Rio de Janeiro em 1858, defendendo a tese “Elefantíase do Escroto”. Foi eleito membro da Academia Nacional de Medicina em 1863, com o número acadêmico 89, na presidência de Antônio Félix Martins.
Morreu em 7 de junho de 1883 em viagem de volta ao Brasil, a bordo do navio que o transportava, sendo sepultado em Lisboa.